# Collège des Écossais (Montpellier)
Le collège des Écossais à Montpellier a été fondé en 1924 comme lieu d'étude par le botaniste et urbaniste Patrick Geddes et réalisé par l'architecte Edmond Leenhardt. Il est propriété de l'État et bénéficie d'une inscription aux Monuments historiques par arrêté du 19 décembre 2013 pour l'ensemble de l'espace de la parcelle, qui comprend des terrasses et des jardins, et des bâtiments, notamment l'Outlook Tower, ainsi que les façades et les toitures des bâtiments, et le monument à Jeanne d'Arc.

## Historique
Il existe historiquement deux collèges écossais en France, celui de Paris, fondé par un acte du 8 juillet 1333 et destinés aux étudiants de nationalité écossaise de l'université, et celui de Douai, fondé en 1573 par John Lesley et destiné aux étudiants catholiques. Le collège de Montpellier est créé à titre privé par le botaniste Patrick Geddes, qui décide de s’installer avec sa fille Norah à Montpellier, ville dans laquelle il a déjà effectué des séjours, notamment auprès de son collègue Charles Flahault.
Durant l'année 1940, le collège des Écossais centralise les actions de huit groupements de jeunesse dont trois chantiers faisant partie de la province de Languedoc-Roussillon sous l'égide du commissaire régional Jean Gaudin de Saint-Rémy. Casernement du GMR Maguelone pendant l'occupation[réf. nécessaire].

### Le projet
Le choix de situation géographique offre au collège la possibilité d’échanges réguliers avec la station météorologique de l’Aigoual, dans les Cévennes, la station de biologie marine de Sète, ainsi que l’École d’archéologie des Eyzies devenue Musée national de Préhistoire et l’École régionale de la Dordogne, devenue Musée Paul Reclus, fondée à Domme par Paul Reclus.
Geddes avait déjà tenté sans succès de faire renaître l'ancien collège écossais de Paris et d’en créer un nouveau, il consacre ce nouveau collège à organiser « la rencontre et le travail en commun d'étudiants et de savants de différents pays et de différentes disciplines, en liaison avec l’université de Montpellier que Patrick Geddes,[réf. incomplète].

### Les édifices
Geddes va progresser dans l’agrandissement et l’aménagement du site montpelliérain. La tour est une reproduction de l'Outlook Tower (en), sorte de musée géographique que Geddes a réalisé en 1892 à Édimbourg, dans le quartier de l’Old Town d’Édimbourg. Il en confie la réalisation à l’architecte montpelliérain Edmond Leenhardt. La tour est surmontée d’une terrasse ouverte sur l’horizon, offrant « une vue panoramique se déployant de la Méditerranée au Pic Saint-Loup ».

### Les jardins

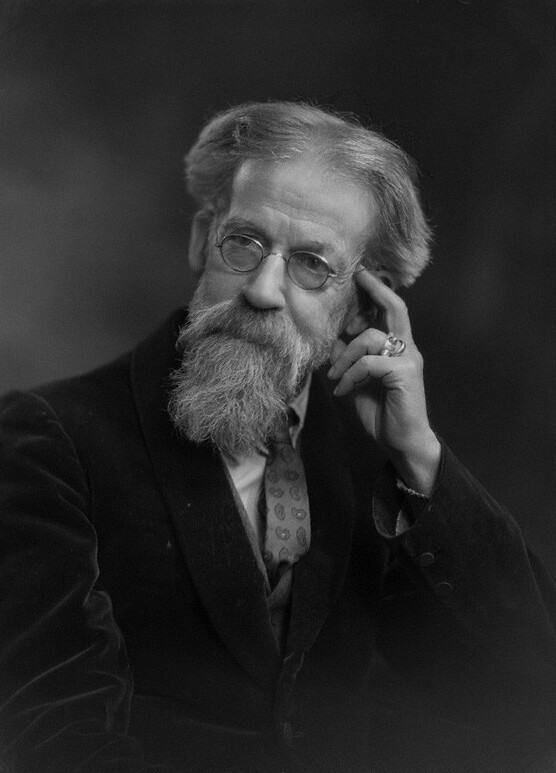
Patrick Geddes (1931)

Alors qu’il enseignait la botanique à l’université de Dundee entre 1888 et 1919, Geddes y avait créé un jardin botanique original, illustrant à la fois les relations biologiques de certains groupes de plantes entre elles et leur signification historique, par exemple à travers la culture des fleurs mentionnées par Shakespeare. Il était un « militant environnementaliste ». Sa rénovation du centre historique d’Édimbourg comportait déjà un important travail de recensement des terrains vagues ou abandonnés en ville afin que les habitants puissent y créer des aires de jeux et des jardins collectifs.
Le pavillon des Écossais s’élève au milieu d’un parc formé de parterres botaniques, potagers et thématiques, mais aussi de « larges bandes et plates-bandes sauvages, en réserve naturelle pour les buissons, la flore et les herbes locales (avec un champ Fabre pour l’observation des insectes), ainsi qu’un jardin minéral et une carrière. ». Thierry Paquot considère que ce « jardin pédagogique » est l'une des plus belles réalisations de Geddes. Il y honore en effet la mémoire des philosophes grecs, en leur consacrant notamment des parterres thématiques traversés par une allée de cyprès.

## Le site actuel
Le site a bénéficié d'une inscription aux monuments historiques en 2013.
Il héberge la délégation académique à la formation du personnel de l’éducation nationale (école académique de la formation continue : EAFC).